# Myolepta potens
Myolepta potens är en tvåvingeart som först beskrevs av Harris 1780.  Myolepta potens ingår i släktet parkblomflugor, och familjen blomflugor. Inga underarter finns listade i Catalogue of Life.